# Питао-Шоо
Питао-Шоо — в мифологии сапотеков божество земли, пещер и землетрясений, бог-ягуар, держащий на своих плечах мир. Божества, аналогичные Питао-Шоо, известны большинству народов Мезоамерики и наделяются эпитетами «сердце гор», «сердце земли». Питао-Шоо считается богом-пророком, голосом которого является горное эхо. По утверждению Ф. Бургоа, сапотеки представляли его в виде атланта, держащего на плечах землю; телодвижения Питао-Шоо вызывают землетрясения.